# La Tribuna (Paraguay)
La Tribuna fue un periódico de Paraguay que existió de 1925 a 1983 y apareció nuevamente desde 2022. Durante su período de publicación original fue considerado uno de los periódicos más importantes en la historia del Paraguay. Fue fundado en 1925 en la ciudad de Asunción por Eduardo Schaerer. Por más de cinco décadas, fue el principal diario del país y fue llamado el «decano de la prensa nacional», por ser el primer diario de gran tirada del país y el primero de difusión internacional. Mantuvo una firme línea opositora a los regímenes dictatoriales de Higinio Morínigo y Alfredo Stroessner, motivo por el cual fue uno de los medios de prensa más acosados y perseguidos durante muchos años. Su lucha por una prensa independiente, tuvo repercusión internacional y fue laureado ya en 1953, junto con su director Arturo Schaerer, con el Premio Maria Moors Cabot de la Universidad de Columbia, de los Estados Unidos de América. La Tribuna cerró en 1983 y sus instalaciones fueron vendidas al Grupo Nicolás Bo, quien las utilizó para en 1984 inaugurar el Diario Noticias y para el año 2022, La Tribuna volvió a aparecer en formato exclusivamente digital.

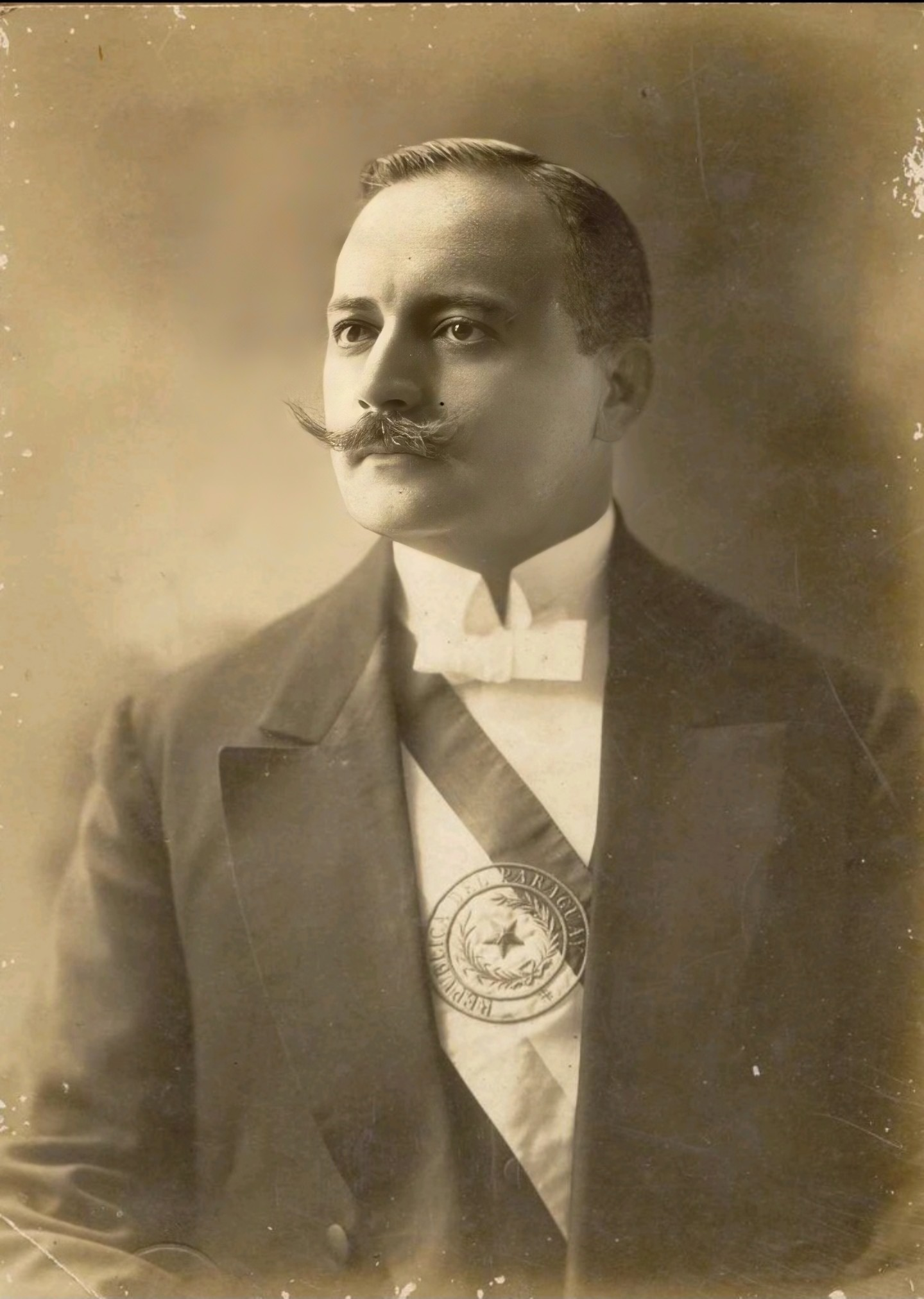
Eduardo Schaerer, fundador y director de La Tribuna.

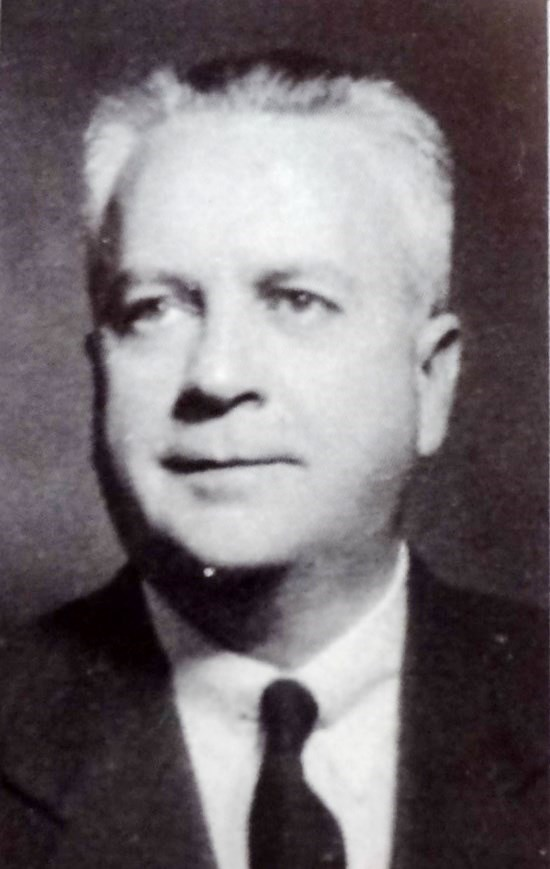
Arturo Schaerer, hijo de Eduardo Schaerer y director, tras la muerte de su padre, del diario La Tribuna.

## Historia
El diario La Tribuna, fue fundado en Asunción el 31 de diciembre de 1925 por Eduardo Schaerer, presidente del Paraguay entre los años 1912 y 1916. Schaerer ya había emprendido otros medios de prensa anteriormente, como El Diario, en 1905, junto con Guadalberto Cardús Huerta y Adolfo Riquelme. En sus primeros años, La Tribuna, fue un diario pequeño de no más de 2000 ejemplares de tirada diaria, que funcionaba al lado de la casa de Schaerer sobre la calle Gral. Díaz entre 15 de Agosto y Convención (hoy día con el nombre de O'leary), contando con el invaluable apoyo de otro gran hombre del periodismo paraguayo, Luis Ortellado.
Desde el mismo día de su fundación, se incorporó Arturo Schaerer, hijo de Eduardo que con 18 años se inició en el periodismo, quien posteriormente trabajó un tiempo en el diario La Razón de Buenos Aires, Argentina para perfeccionarse en la profesión.
Luego de la muerte del fundador, en 1941, Arturo Schaerer asume la administración y dirección del diario y tras la muerte del presidente José Félix Estigarribia, asume de facto Higinio Morínigo, quien tiempo después comienza una persecución contra muchos ilustres políticos y ciudadanos de extracción liberal, persiguió igualmente a la prensa independiente, es así que, durante su presidencia, el gobierno intervino La Tribuna y lo clausuró en varias oportunidades. Luego, con la dictadura de Alfredo Stroessner, La Tribuna siguió viviendo situaciones similares y estuvo permanentemente amenazada. Arturo tuvo que recurrir, en reiteradas ocasiones, junto a diversos embajadores y comunicarse con sus contactos internacionales en el extranjero para que La Tribuna pudiera continuar funcionando, hecho que molestaba y preocupaba al gobierno dictatorial.

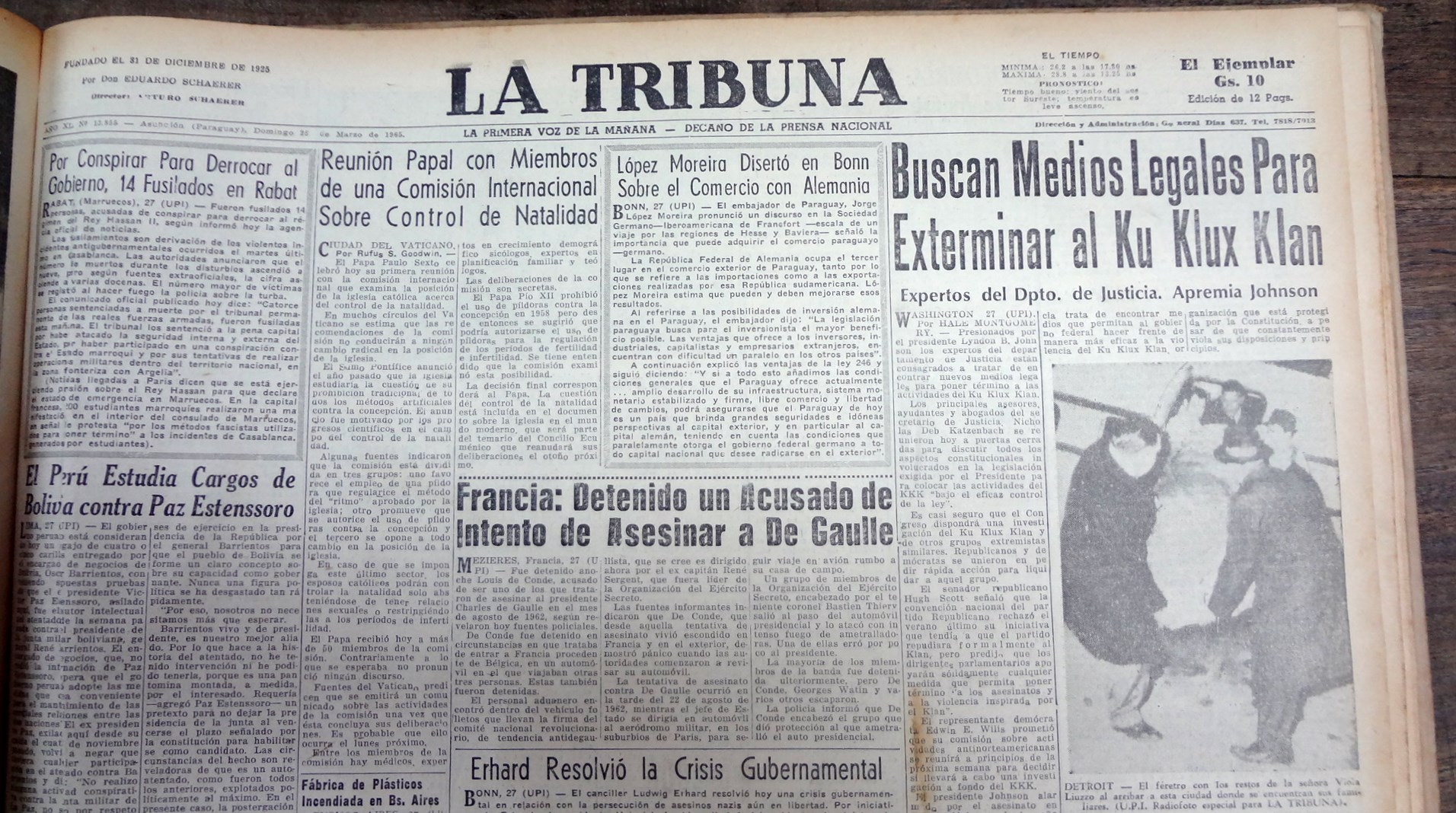
La Tribuna, periódico de gran formato.

Desde 1954, el director contó con el apoyo de Carlos Ruiz Apezteguía, denunciando con él los abusos y crímenes de la dictadura y la ruptura del estado de derecho. En noviembre de 1956, el diario La Tribuna fue intervenido brutalmente, siendo Carlos apresado, torturado y luego abandonado en un bote en las orillas de Clorinda, Argentina, iniciándose de este modo su exilio a Montevideo, Uruguay. Por presión internacional, en 1959 regresa al Paraguay y retoma su labor periodística en el diario La Tribuna.
Aún frente a esos cambios políticos y a la persecución de la que fue objeto en las décadas siguientes, La Tribuna creció, y se consolidó como uno de los periódicos más respetados del continente, ya que contaba con agencias en varios países de América, pasando de los 2000 ejemplares diarios en tiempos de su fundación, a más de 70 000 ejemplares hacia el año 1965, siendo ese valor hasta hoy, mayor que la tirada de los actuales diarios del Paraguay. Todo este difícil y arduo trabajo en favor de una prensa independiente y opositora a los regímenes totalitarios en los que se víó sumergido el Paraguay le hicieron merecedor, en el año 1953, al director y a su diario, del galardón más antiguo del periodismo internacional, el Premio Maria Moors Cabot de la Universidad de Columbia, de los Estados Unidos de América.
Arturo Schaerer permaneció como director de La Tribuna hasta el 15 de mayo de 1972 y le sucedió en el cargo Carlos Ruiz Apezteguía, periodista y esposo de su hija Myriam Schaerer e intenso colaborador y administrador de La Tribuna por más de dos décadas. Durante su dirección, denunció los abusos en las negociaciones de los Tratados de Itaipú y Yacyretá, con Brasil y Argentina respectivamente, sobre la construcción de las hidroeléctricas. Lográndose bajo la presión ejercido por él, la no modificación del voltaje y ciclaje del sistema eléctrico paraguayo, que pretendía hacerse en provecho del sistema brasileño que ya pretendía utilizar la casi totalidad de la energía paraguaya, aunque siempre recriminó las desfavorables y oscuras condiciones que aceptó el Paraguay en dicho Tratado.
En virtud de la creación de ABC Color, en 1967, La Tribuna empezó a perder su espacio en la prensa escrita paraguaya. Al final de 1977, el periódico fue temporalmente clausurado y volvió un año después, bajo la administración de Oscar Paciello. En esa gestión, el diario presentó una línea editorial analítica y criticó ciertos aspectos de la dictadura militar de Alfredo Stroessner. Ese posicionamiento incomodó al Poder Ejecutivo, que suspendió entre junio y julio de 1979 su impresión y circulación. Al regresar a las actividades, el diario mantuvo sus críticas, pero con cierta cautela. Por la fuerte competencia con otros medios de comunicación, La Tribuna nuevamente fue clausurada en octubre de 1980, con el propósito de modernizarse. Al regresar en marzo de 1981, presentó un contenido con nuevas técnicas de impresión, pero problemas financieros hicieron que la calidad del periódico fuera gradualmente disminuyendo. Después de 57 años de existencia, La Tribuna fue cerrada definitivamente el 24 de septiembre de 1983 y sus instalaciones se vendieron al Grupo Nicolás Bo, que en 1984 inauguró el Diario Noticias. 

## Reaparición
Tuvieron que transcurrir casi 49 años desde su clausura para que La Tribuna volviera a ver la luz. Así, el 20 de septiembre de 2022, el periódico resurgió, esta vez en formato exclusivamente digital. Su primera publicación encabezaba con el titular «Nuestros valores, nuestro compromiso». Desde su reapertura en versión digital el periódico se encuentra bajo la dirección general de Asdrúbal Fretes Valenzano. En una parte de su editorial de reapertura, se leía:

«Desde “La Tribuna”, recogemos y volvemos a enarbolar el estandarte de la prensa independiente que está al servicio de la sociedad, de su desarrollo. Somos la prensa decana del Paraguay, pero también la que se propone renovar cotidianamente el amplio horizonte de la tarea fundamental que toca a los medios masivos de comunicación en la era de la información y del conocimiento, paradójicamente también atravesada de desinformación e ignorancia expandidas viralmente».